# Villa Aalto
A Villa Aalto (em finlandês:  Villa Aalto), a casa do acadêmico Alvar Aalto está localizada na rua Riihitieem, 20, Munkkiniemi, em Helsínquia. A casa faz parte do Museu Alvar Aalto, que funciona em duas cidades, Jyväskylä e Helsínquia. A outra localização onde o museu funciona em Helsínquia é o Oficina Aalto, que está localizado aproximadamente 450 metros da casa, na rua Tiilimäki, 20.

## Antecedentes

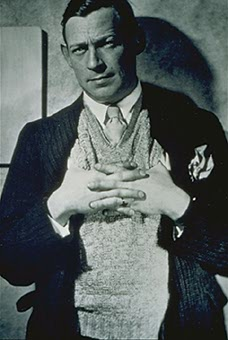
Alvar Aalto.

Aalto se tornou familiar com a vizinhança de Munkkiniemi e desenvolveu um gosto por ela quando estava elaborando uma proposta para a construção das margens da Baía de Laajalahti para a empresa de M.G. Stenius. A proposição nunca se materializou, isso significaria que as praias estariam alinhadas com longos prédios de apartamentos brancos. No entanto, em 1934 Aino e Alvar Aalto adquiriram um lote em Munkkiniemi, em um lugar que ainda estava quase em seu estado natural, e projetou para o lote uma casa, que foi concluída em agosto de 1936, aproximadamente ao mesmo tempo que a Biblioteca Municipal de Viipuri. Quando a casa estava em construção, os transeuntes dizem ter perguntado que tipo de galinheiro que iria ser, pois a casa era radicalmente diferente de tudo o que tinha sido construído em Munkkiniemi naquela época.

## Características
A casa foi projetada para ser uma casa para a família e o estúdio de um arquiteto. A ala esbelta do escritório é de alvenaria pintada em branco, rendida levemente. O posicionamento das janelas ainda mostra claras pistas de funcionalismo. A parte residencial é revestida com esbelto e vigas manchadas de madeira escura. O telhado é plano e no lado do pátio há um grande terraço abrindo para o sul.
A fachada está virada para a rua, é fechada e dura, mas é tornada mais macia por plantas trepadeiras e um caminho de ardósia que conduz à porta da frente. A casa antecipa a posterior Villa Mairea, casa também projetada e construída por ele, e traz indícios de um "novo" Aalto, de funcionalismo romântico. Isto é visto no uso abundante de madeira como um material de acabamento e nas quatro lareiras construídas de tijolo. Mas, em contraste com Villa Mairea, esta casa não é uma residência de luxo, mas acolhedores e íntimos quartos de estar, em que materiais simples e organizados são utilizados.
Mais tarde, em 1955, Studio Aalto foi concluído, também no bairro de Tiilimäki Munkkiniemi, mas o arquiteto é conhecido por ter gostado de trabalhar em Villa Aalto mesmo depois disso.

## Visitações
A casa é aberta como qualquer outro museu no país. Visitas guiadas são dadas regularmente, mais frequentemente no verão (várias vezes por dia em agosto) e menos no inverno (em apenas um dia por semana em dezembro e janeiro).